# Alejandro Astola
Alejandro Astola (nacido en Sevilla en 1990) es un cantante, compositor y productor musical español que fusiona el flamenco tradicional con rock, funk y jazz, considerado un artista 'flamenco-underground'. Fue el fundador y principal compositor en Fondo Flamenco. En 2015 debutó en solitario con un doble álbum titulado Rockallano, en el que profundiza en su nuevo sonido caracterizado por la fusión de estilos con el flamenco y el sonido en directo.

## Biografía

### Infancia
Alejandro Astola nació en Sevilla el 9 de abril de 1990. Su encuentro directo con la música llegó a los 12 años, cuando su tío Paco le dejó una guitarra a su hermano.
Aprendió a tocar de forma autodidacta en cuatro meses, empezó a escribir las primeras canciones. Se unió a Rafael Ruda, un compañero del colegio, para interpretarlas en pequeños escenarios de barrio y eventos benéficos.  Poco después apareció Antonio Manuel Ríos (Antónimo), para completar lo que se convirtió de manera natural e improvisada, en el grupo Fondo Flamenco.
Las grabaciones caseras que realizaban los tres amigos empezaron a sonar por las calles de forma imprevisible, y en 2005 grabaron una maqueta de estudio, titulada “Ojalá” que fue un éxito en internet, lo que desembocó en una gira por Andalucía gestionada por su amigo, Víctor Murillo, con más de 80 conciertos. Después de rechazar ofertas de algunas compañías para grabar su primer disco, finalmente firmaron con una pequeña editorial de Sevilla.

### Carrera
En 2007 sale ”Contracorriente”, el primer disco de Fondo Flamenco,  que alcanzó rápidamente millones de visitas en  YouTube (el videoclip "Escúchame mujer" superó rápido 20 millones de visitas), y una gira de más de 80 conciertos, principalmente por Andalucía.
En 2008 aparecen de nuevo, con un trabajo totalmente distinto “Las cartas sobre la mesa”, producido por Luis Villa, y 14 canciones de Alejandro Astola que ya empezaban a dejar ver una evolución en la composición y en la búsqueda de estilos, esta vez, más pop que el anterior, lo que impulsó al grupo, haciendo la gira española más larga de aquel año, con más de 90 conciertos, y llenando recintos como Vistalegre en Madrid, Palau de Barcelona o en las Fiestas del Pilar en Zaragoza.
En aquel momento el grupo se da a conocer en los medios nacionales como una banda juvenil pop y alcanza su momento de mayor éxito.
En 2010 sale el tercer disco, “Paren el mundo que me bajo”, un trabajo que se vio muy influenciado por la música que Astola escuchaba en el momento. Desaparecieron las guitarras flamencas, y el sonido del grupo tomó una dirección más pop-rock anglosajón, con influencia andaluza. El público, que reclamaba el aspecto y el sonido del Fondo Flamenco de los discos anteriores no acogió de buen grado la evolución de la banda.
Paralelamente, ese año Astola trabajó con Álvaro Begines, director de cine, en su 2ª película, “un mundo cuadrado” en la banda sonora, y como coprotagonista. Interesado por el mundo audiovisual Astola empieza a escribir los primeros guiones para los videoclips de Fondo Flamenco.

### Los Palacios
En 2011 Astola se traslada al campo, a Los Palacios y Villafranca, un entorno y un estilo de vida -marcado por el contacto con la naturaleza- que desde entonces influirán notablemente en la música de Astola.
En 2012 aparece “Surología”, influenciado más por la música natural sevillana, el rock andaluz, jazz, swing, otros sonidos y estilos, y con un concepto distinto a todo lo que se había escuchado anteriormente de Fondo Flamenco. Este trabajo supondría la ruptura definitiva de la banda con su público y llevaría a la separación del grupo, que desde entonces han seguido colaborando juntos aunque con carreras por separado.

### Rockallano
Rockallano surge como proyecto en la plataforma de micromecenazgo, “mymajorcompany”: "Rockallano & Canciones Perdidas", un proyecto de 2 discos en solitario, 30 nuevas canciones, con una edición especial con una funda de cuero limitada, y una banda de músicos, productor y técnicos de primera línea (entre los que se encuentran Manolo Nieto, Jimmy Glez, Fran Rivero, Puntas, Eduardo Ruiz y Jordi Cristau) y en el que colaboran Juanito Makandé, Zatu y Gualberto.  El proyecto requería 12.000 euros, a conseguir en 72 días. Después de casi tres meses de intenso trabajo y promoción, se consigue 14.500 euros para financiar el proyecto.

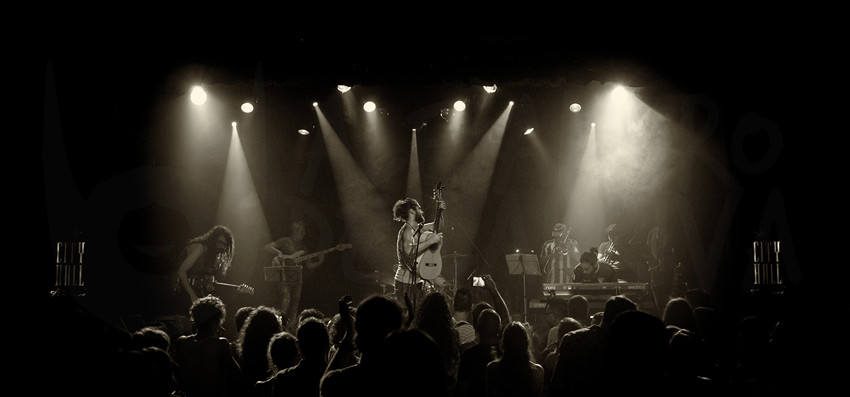
Astola y la banda de Rockallano en directo

En enero de 2015, financiado por micromecenazgo, empieza a grabar “Canciones perdidas”, un disco acústico en directo de estudio, grabado sin claqueta y acompañado de su guitarra y algún que otro músico o artista invitado en alguna canción, como Juanito Makandé o Pepe Begines.
Justo después, empieza a arreglar el disco Rockallano con el pianista y productor Álvaro Gandul, 15 canciones que irían vestidas con muchos estilos distintos, todo rodeado de un punto de rock andaluz y la forma sevillana de hacer música. El disco se trabajó con los músicos previamente a la grabación para encontrar el sonido de la banda, formada por grandes músicos que dieron al disco un sonido único, que también cuenta con colaboraciones como la de SFDK; Veteranos del rap, Gualberto; creador del rock andaluz o Antónimo, ex-componente de Fondo Flamenco, colaborando como solista.
Astola entregó los discos comprados en el micromecenazgo en mano casa por casa. Paralelo al micromecenazgo y la grabación de su primer disco fundó una empresa Rockallano S.L., sello discográfico, editorial, management y productora de vídeo.
A finales de 2016 conoció a Diego Pozo 'El Ratón'  con el que se asoció musicalmente. Juntos lanzaron en 2017 el disco grabado en directo 'Gargantas callejeras y guitarras de cartón'. 

## Discografía

### Como  solista
| Año  | Álbum              | Ventas | Notas |
| ---- | ------------------ | ------ | ----- |
| 2015 | Rockallano         | ¿?     |       |
| 2015 | Canciones Perdidas | ¿?     |       |
| 2024 | B4SURA             | ¿?     |       |

### En Fondo Flamenco
| Año  | Álbum       | Ventas | Notas                    |
| ---- | ----------- | ------ | ------------------------ |
| 2015 | Maquetación |        | Pendiente de publicación |

| Año  | Álbum                      | Ventas | Notas                                                   |
| ---- | -------------------------- | ------ | ------------------------------------------------------- |
| 2006 | Maqueta                    |        |                                                         |
| 2007 | A contracorriente (álbum)  |        | Gracias a la maqueta este disco los llevó a lo más alto |
| 2008 | Las cartas sobre la mesa   |        |                                                         |
| 2010 | Paren el mundo que me bajo |        | Este trabajo tuvo una gran acogida por el público       |
| 2012 | surología                  |        |                                                         |

## Vídeos musicales
| Grupo           | Álbum                      | Año  | Canción                                                   |
| --------------- | -------------------------- | ---- | --------------------------------------------------------- |
| Fondo Flamenco  | Contracorriente            | 2007 | Escuchame Mujer                                           |
| Fondo Flamenco  | Contracorriente            | 2007 | Veneno                                                    |
| Fondo Flamenco  | Contracorriente            | 2008 | Ojalá                                                     |
| Fondo Flamenco  | Las Cartas Sobre La Mesa   | 2008 | Q Tal                                                     |
| Fondo Flamenco  | Las Cartas Sobre La Mesa   | 2009 | El Último Adiós                                           |
| Fondo Flamenco  | Las Cartas Sobre La Mesa   | 2009 | Confesión                                                 |
| Fondo Flamenco  | Las Cartas Sobre La Mesa   | 2011 | Mi estrella Blanca                                        |
| Fondo Flamenco  | Himno no Oficial del Betis | 2011 | Sueño Verdiblanco                                         |
| Fondo Flamenco  | Paren el Mundo Que me Bajo | 2010 | Lo Nuestro                                                |
| Fondo Flamenco  | Paren el Mundo Que me Bajo | 2011 | Como Dijo Groucho                                         |
| Nosequé Quartet | Maqueta                    | 2015 | Desodorante                                               |
| En Solitario    | Rockallano                 | 2015 | Cuando los Veía y Parecía que iban a Crecer - En Acústico |
| En Solitario    | Rockallano                 | 2015 | Oh Ana                                                    |
| En Solitario    | Rockallano                 | 2015 | Cojo el Saco y me Retiro                                  |
| En Solitario    | Rockallano                 | 2015 | Cuando los Veía y Parecía que iban a Crecer - Making Off  |